# Piccadilly Circus

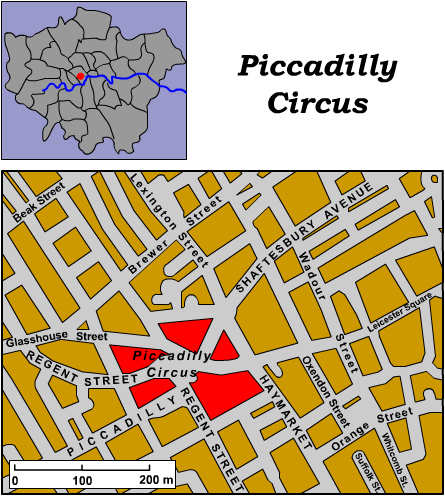
Mapa del West End y Piccadilly Circus

Piccadilly Circus es una intersección de calles y un espacio público del West End de Londres, en la Ciudad de Westminster.

## Descripción

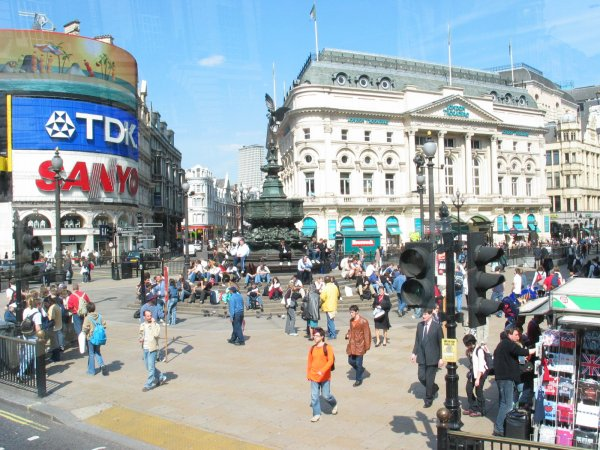
Piccadilly Circus en 2004.

Fue construido en 1819 para conectar Regent Street con la principal calle de compras, Piccadilly (la palabra "circus" se refiere a un "espacio circular abierto en una intersección de calles" [Glorieta, Rotonda, Plaza]), y actualmente enlaza directamente con los teatros en Shaftesbury Avenue así como con the Haymarket, Coventry Street (en dirección a Leicester Square) y Glasshouse Street. Su proximidad a las principales zonas de compras y entretenimiento, su situación céntrica en el corazón del West End, y el hecho de ser la mayor intersección de tráfico han hecho de Piccadilly Circus un importante punto de encuentro y una atracción turística en sí misma.
Esta intersección es conocida por sus grandes pantallas de vídeo y sus carteles publicitarios de neón, montados en el edificio situado en la esquina que da a la cara norte, así como por la fuente en memoria de Shaftesbury y la estatua conocida como Eros (llamado en ocasiones El Ángel de la Caridad Cristiana, y que en realidad es Anteros). Está rodeado por gran cantidad de edificios destacables, incluyendo el London Pavilion y el Criterion Theatre. Bajo la plaza se encuentra la estación de Piccadilly Circus del Metro de Londres.

## Historia de Piccadilly Circus

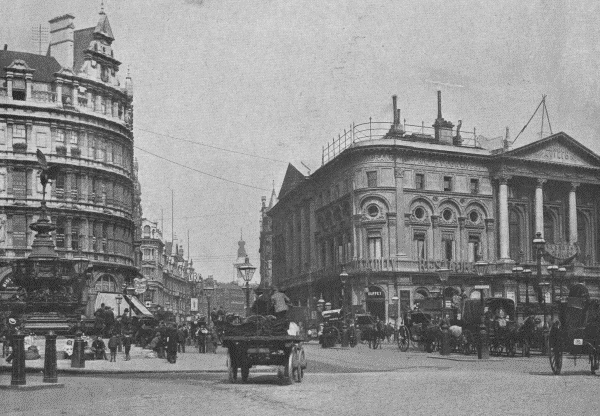
Piccadilly Circus en 1896, con una vista hacia Leicester Square vía Coventry Street. London Pavilion está situado a la derecha, y la fuente Shaftesbury memorial a la izquierda.

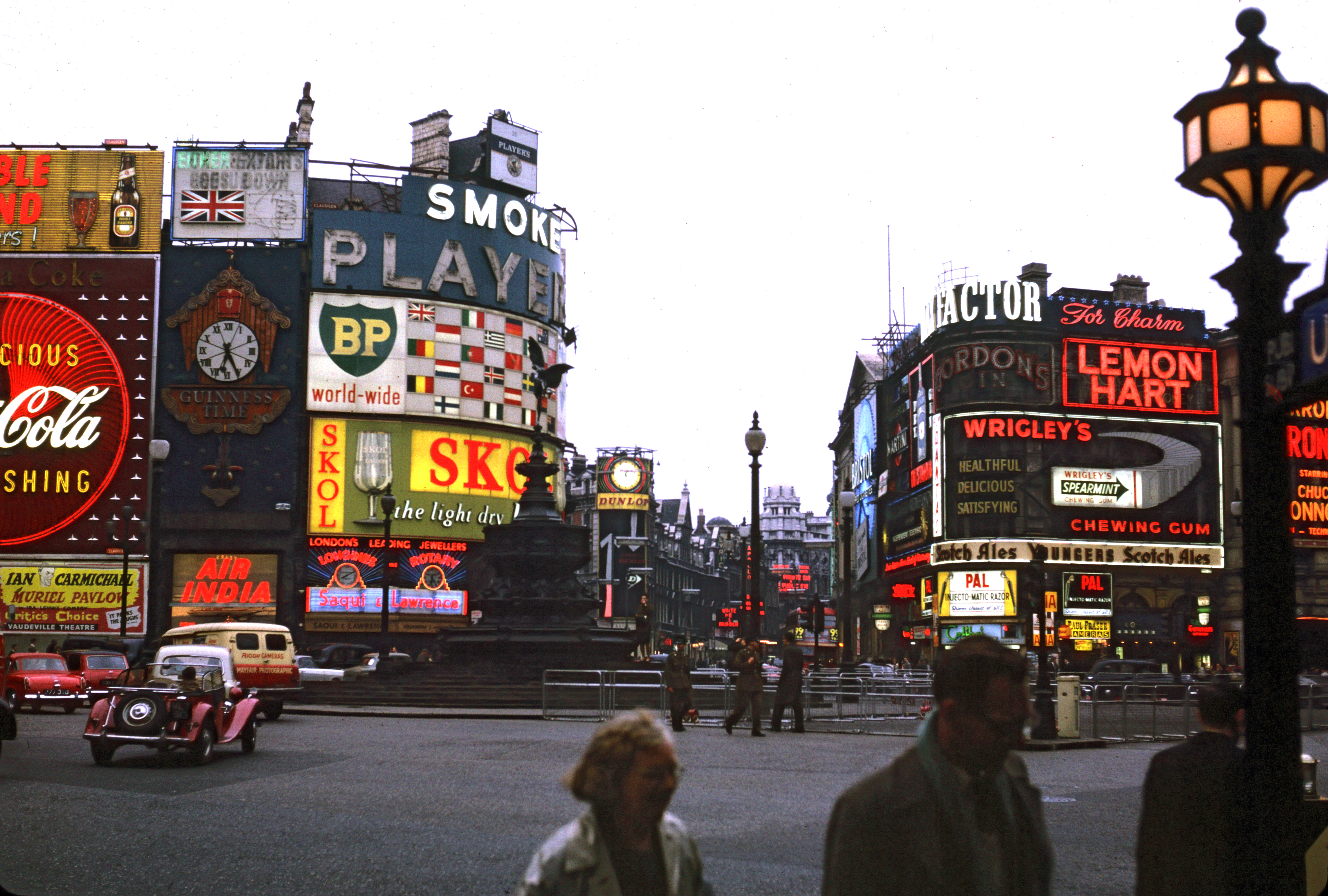
Piccadilly Circus en 1962.

Piccadilly Circus conecta con Piccadilly, término que aparece por primera vez en 1626 para nombrar una casa, Pickadilly Hall, perteneciente a Robert Baker, un sastre famoso por vender piccadills o piccadillies, términos usados para denominar varios tipos de cuello (golas). La calle era conocida como Portugal Street en 1692 en honor a Catalina de Portugal, la esposa del rey Carlos II de Inglaterra, pero ya era conocida como Piccadilly hacia 1743. Piccadilly Circus fue creado en 1819, para la unión con Regent Street, que estaba siendo construida por aquel entonces en base al proyecto de John Nash en el lugar en que se encontraban una casa y un jardín pertenecientes a Lady Hutton. El cruce pierde su forma circular en 1886 con la construcción de Shaftesbury Avenue.
La unión de estas calles ha soportado un flujo de tráfico muy denso ya desde su construcción, ya que se sitúa en el centro de Theatreland, el principal distrito de teatro de Londres, y soporta el tráfico saliente de Piccadilly, al que Charles C. B. Dickens, hijo de Charles Dickens, describió así: "Picadilly, la gran vía que va de the Haymarket y Regent Street al oeste de Hyde Park Corner es lo más parecido al bulevar parisino del que Londres puede alardear." 
La Estación de metro de Piccadilly Circus fue abierta el 10 de marzo de 1906 en la Línea Bakerloo, y en la Línea Piccadilly en diciembre de ese año. En 1928 la estación fue en gran parte reconstruida para soportar un incremento de tráfico.
Debido a su proximidad a Soho, el "circo" fue un punto de encuentro importante en la oscura historia de los homosexuales en Gran Bretaña, especialmente como un foco de prostitución y encuentros informales. Cuando Alfred Kinsey visitó Londres para estudiar las actitudes sexuales inglesas, pidió ser llevado por un tour sexual a Soho. El mundo en torno a Piccadilly Circus y Leicester Square le asombraron. Comparando Londres con las culturas sexuales de Centroamérica, Kinsey afirmó que nunca había visto tanta prostitución callejera, a excepción de La Habana.
Los primeros anuncios eléctrónicos de la intersección aparecieron en 1910, y en 1923 se colocaron las vallas publicitarias eléctricas en la fachada del London Pavilion. Los primeros semáforos fueron instalados el 3 de agosto de 1926 en la intersección. En 1932 las farolas de gas fueron retiradas y reemplazadas por farolas de electricidad.
La Fuente en Memoria de Shaftesbury ("Shaftesbury Memorial Fountain", en inglés) de Piccadilly Circus fue erigida en 1893 para conmemorar los trabajos filantrópicos de Anthony Ashley-Cooper (VII conde de Shaftesbury). La fuente ha sido retirada de la plaza dos veces. En 1922, para permitir la construcción de la nueva estación de metro, la estatua encima fue llevada a Victoria Embankment Gardens y, el resto del memorial, a Tooting. Fueron devueltos en 1931. Durante la Segunda Guerra Mundial, todo el memorial fue trasladado a Egham y reemplazado por vallas publicitarias hasta 1948, cuando fue devuelto a su lugar. Durante los trabajos de reconstrucción del "circo" en los años 80, la fuente entera fue trasladada del centro de la unión al principio de Shaftesbury Avenue, hasta su posición actual, en la esquina sureste.

## Localización y lugares de interés

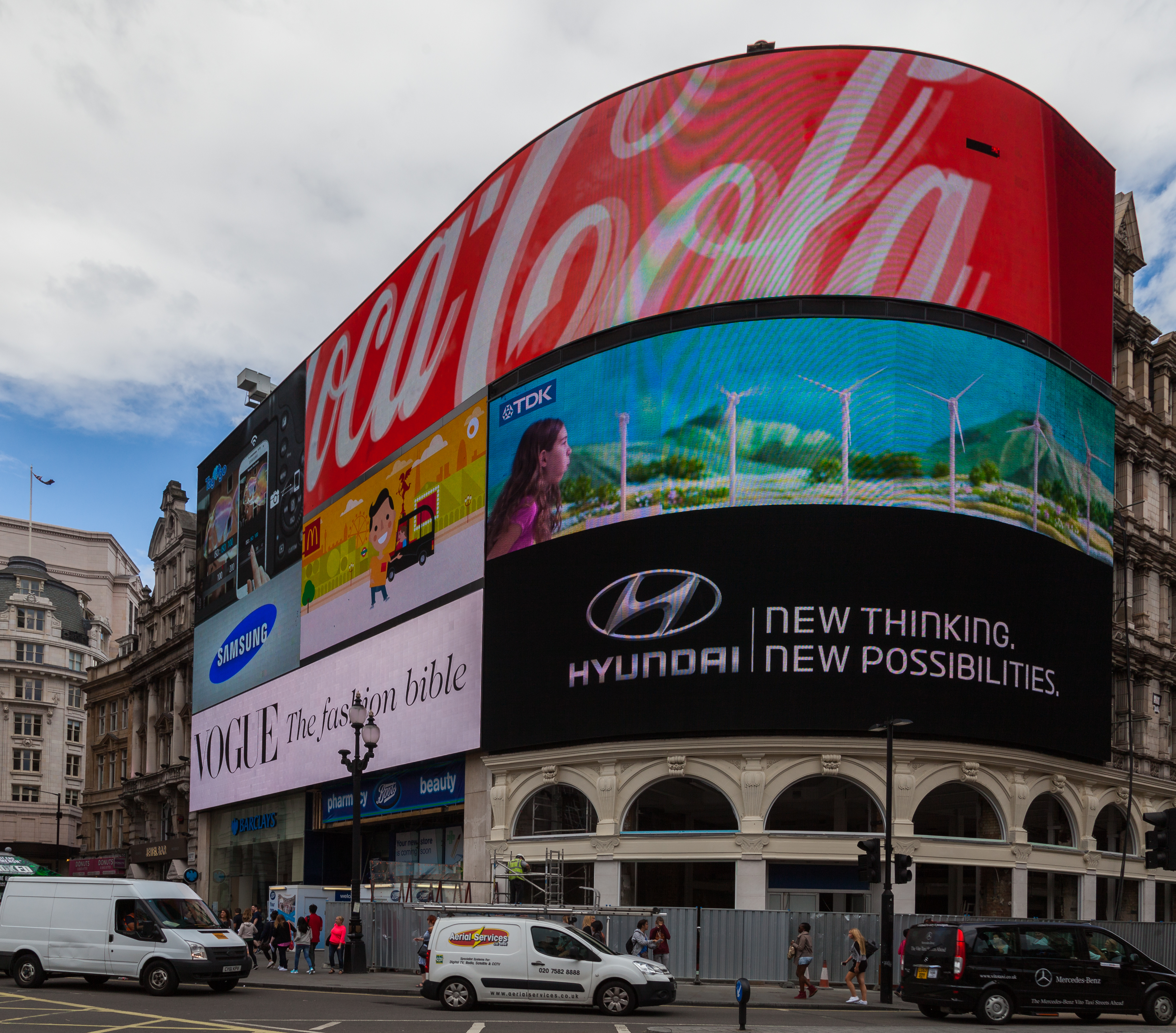
Carteles luminosos gigantes en Piccadilly Circus (2012).

Piccadilly Circus está rodeada por varias de las principales atracciones turísticas de la ciudad, incluyendo el memorial a Shaftesbury, el Criterion Theatre, el London Pavilion y varias tiendas al por menor importantes.
En el área se sitúan numerosos clubes nocturnos y bares, así como el vecino Soho, incluyendo el antiguo club Chinawhite.

## Memorial a Shaftesbury y Eros
Artículos principales: Anthony Ashley-Cooper (VII conde de Shaftesbury) y Shaftesbury Memorial

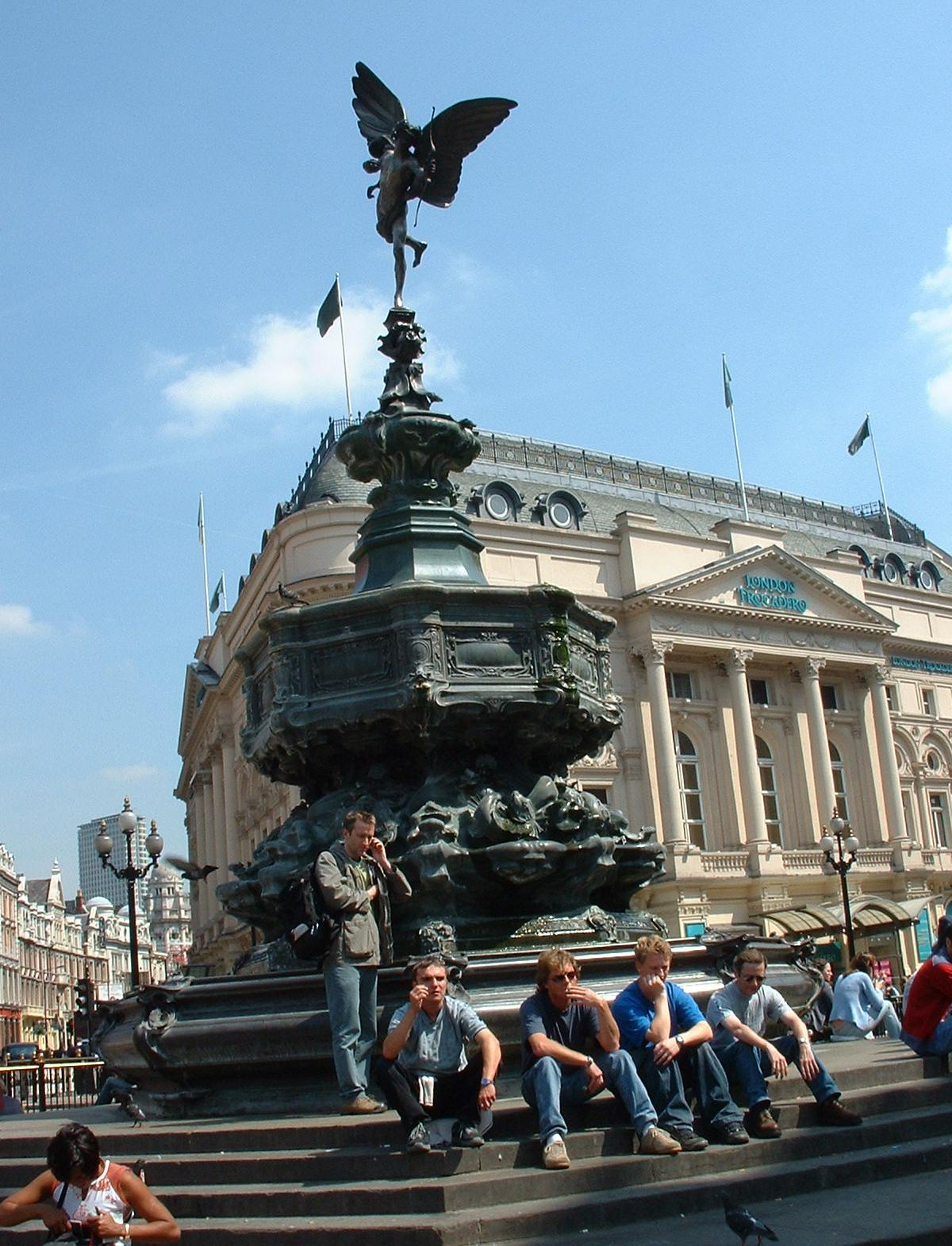
Fuente memorial de Piccadilly Circus.

En el costado suroeste del Circo, movida desde su posición central original, se encuentra la fuente memorial al Monumento de Shaftesbury, erigida en 1886-18931 para conmemorar los trabajos filantrópicos de Lord Shaftesbury. 
La estatua de Alfred Gilbert representa una estatua desnuda en vuelo, oficialmente conocida como El Ángel de la Caridad Cristiana. Popularmente conocida como Eros tras el mítico dios griego del amor. La estatua se ha convertido en un icono de Londres, y una ilustración de la estatua se usa como símbolo del periódico Evening Standard y aparece en el logotipo del periódico.
Adelantada tecnológicamente a su tiempo, esta escultura fue la primera en ser tallada en aluminio, y está fijada a una fuente de bronce que inspiró a Gilbert los motivos marinos de la figura. La estatua originalmente apuntaba con su arco al norte, hacia Shaftesbury Avenue. No obstante, durante la Segunda Guerra Mundial la estatua fue retirada por seguridad, y cuando fue devuelta su arco fue arreglado apuntando al sur, hacia Lower Regent Street.
El uso de una figura desnuda en un monumento público generó controversia en el momento de su construcción, pero fue bien recibida por el público en general. El Magazine of Art lo describió como, "...un fuerte contraste con la fealdad general de nuestra escultura urbana,... un trabajo que, mientras embellece uno de nuestros espacios abiertos hasta ahora solitarios, debería hacer mucho por la elevación del gusto popular por la escultura decorativa, y servir para liberar a la metrópolis de cualquier adicción del viejo orden de las monstruosidades monumentales".

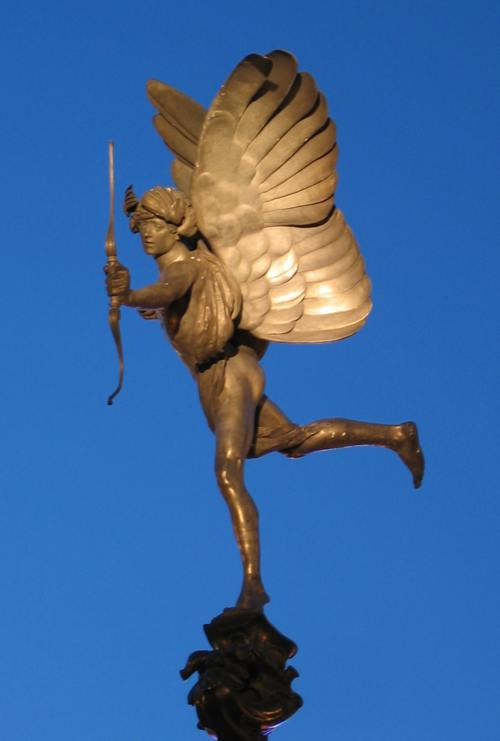
El Ángel de la Caridad Cristiana, popularmente conocido como Eros, una de las primeras estatuas en ser fundidas en aluminio.

Popularmente se cree que la estatua representa a Eros, pero el propósito original era representar la imagen de su hermano gemelo, Anteros, como confirman los registros contemporáneos del distrito ciudadano de Westminster. El escultor Albert Gilbert ya había esculpido una estatua de Anteros, y cuando se le encargó la Fuente en Recuerdo a Shaftesbury, eligió el mismo tema, que como "Dios del Amor Desinteresado" se pensaba indicado para representar al filantrópico 7° Conde de Shaftesbury. Gilbert definió a Anteros como el 'amor reflexivo y maduro, por oposición a Eros o Cupido, el tirano frívolo'. El modelo para la escultura fue el ayudante de estudio de Gilbert, un italiano de 16 años, Angelo Colarossi (nacido en 1875). La fuente, en su localización original, situaba a Anteros apuntando al sur con su arco hacia Wimborne St Giles en Dorset, donde estaba el condado rural del conde. La flecha apuntaba su tiro también hacia Shaftesbury Avenue.
Cuando el Monumento se inauguró hubo muchas protestas. Algunos pensaban que estaba situado en una parte vulgar de la ciudad (la zona de los teatros), y otros que era demasiado sensual como un homenaje a un respetable conde popular por su sobriedad. Algunas de las objeciones se atenuaron rebautizando la estatua como el Ángel de la Caridad Cristiana, que era la aproximación más cercana que se pudo inventar en un contexto cristiano para definir el papel de Anteros en el Panteón griego. Pero este nombre nunca llegó a ser ampliamente conocido, y el nombre original regresó, erróneamente acortado a Eros, con el significado del Dios del Amor Sensual, muy inapropiado para conmemorar al Conde, pero bastante oportuno como metáfora de la carnalidad del cercano vecindario londinense del Soho.

## Criterion Theatre
Artículos principales: Criterion Theatre y Reduced Shakespeare Company

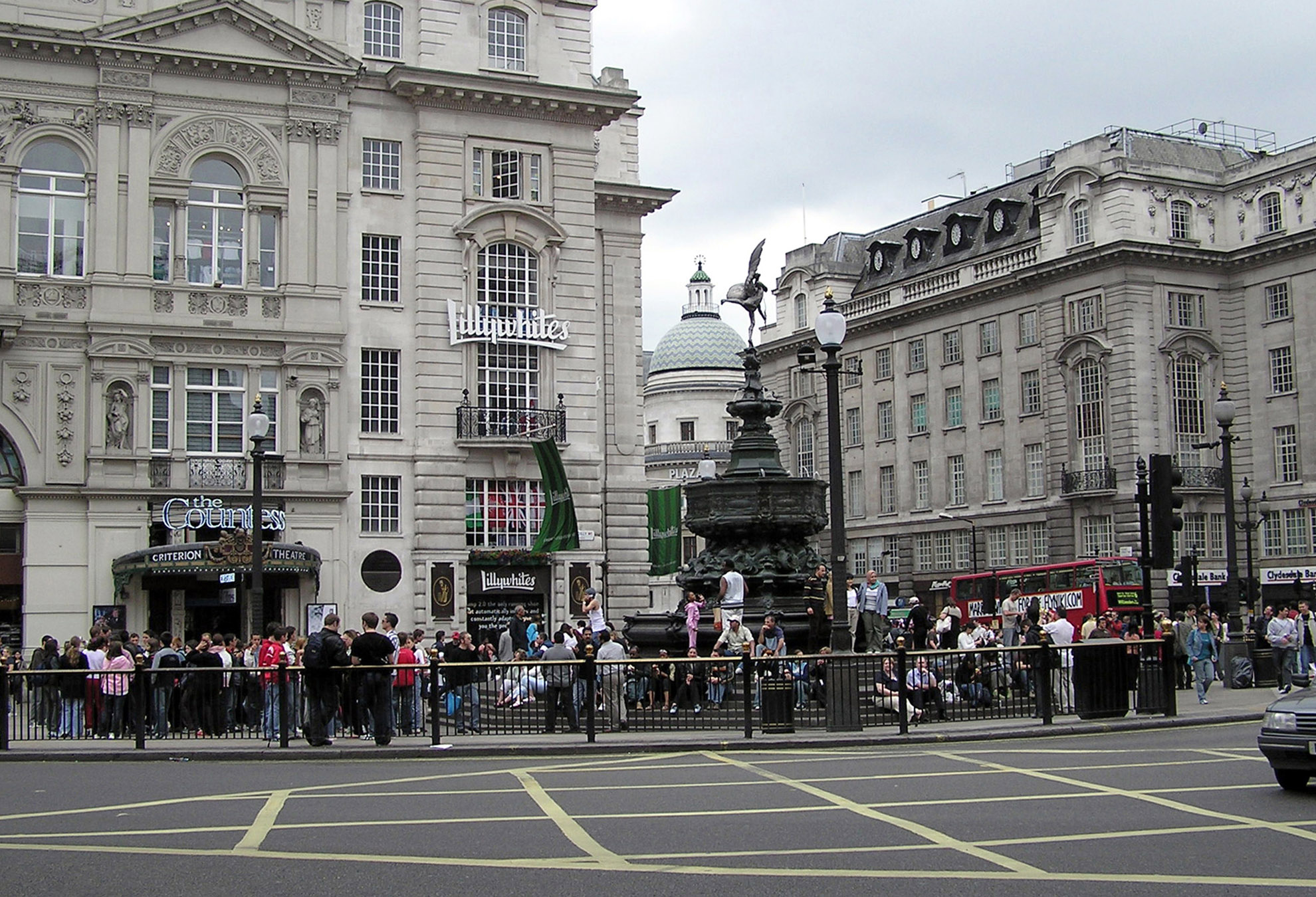
Piccadilly Circus: Eros y el Criterion Theatre.

El Criterion Theatre, un edificio destacado de grado II, se encuentra en la cara sur de Piccadilly Circus. Aparte de la zona de la taquilla, el teatro entero, con aproximadamente 600 asientos, es subterráneo y se llega a él mediante una escalera de baldosas descendentes. Las columnas se usan para soportar a la vez la zona del palco y la bóveda, restringiendo la visibilidad de muchos de los asientos interiores.
El teatro fue diseñado por Thomas Verity y abierto como un teatro el 21 de marzo de 1874, aunque los planes originales consistían en convertirlo en una sala de conciertos. En 1883 fue forzado a cerrar para mejorar la ventilación y para reemplazar las lámparas de gas por luces eléctricas, y fue reabierto al año siguiente. El teatro cerró en 1989 y fue restaurado extensivamente, reabriendo en octubre de 1992.
Criterion Theatre ha sido la sede de la Reduced Shakespeare Company desde 1995. The Reduced Shakespeare Company es una compañía de actores que interpretan comedias muy improvisadas, que presentan condensaciones lucrosas de varios temas. Su trabajo más renombrado es The Complete Works of William Shakespeare (abridged). Works es ahora la comedia de mayor importancia de Londres, donde se representan en 97 minutos un pastiche de 37 obras de Shakespeare. Durante la mayor parte del año se representa Works en el Criterion. El Teatro Criterion acoge regularmente a las vitrinas anuales de los estudiantes del East 15 Acting School.

## London Pavilion

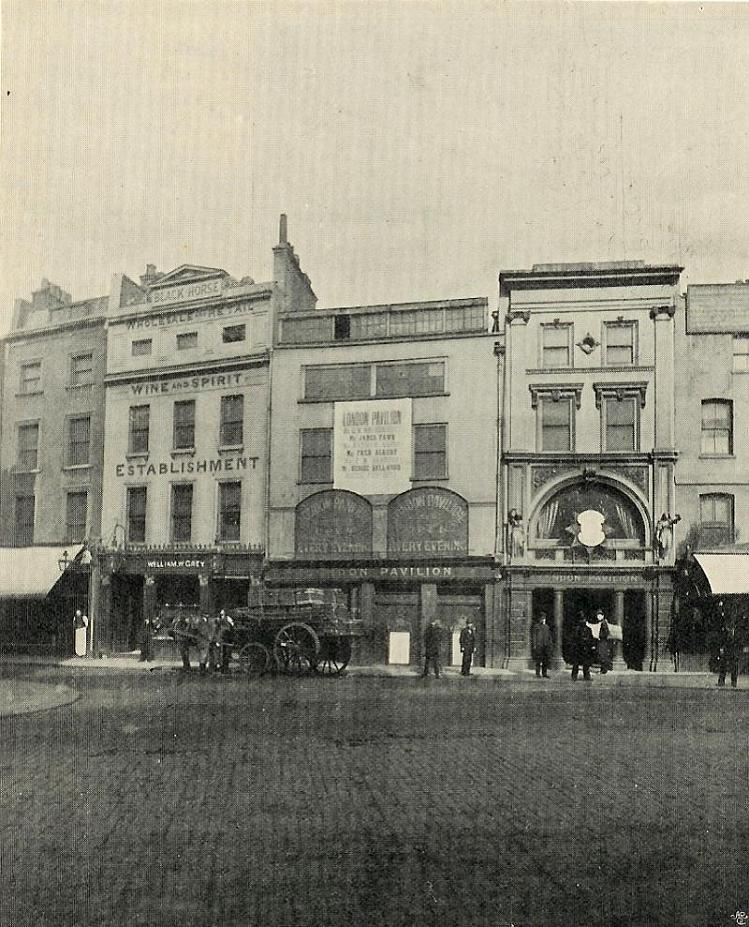
Vista de London Pavilion fotografiado en 1870 junto a The Black Horse Inn, el museo de anatomía del doctor Kahn.

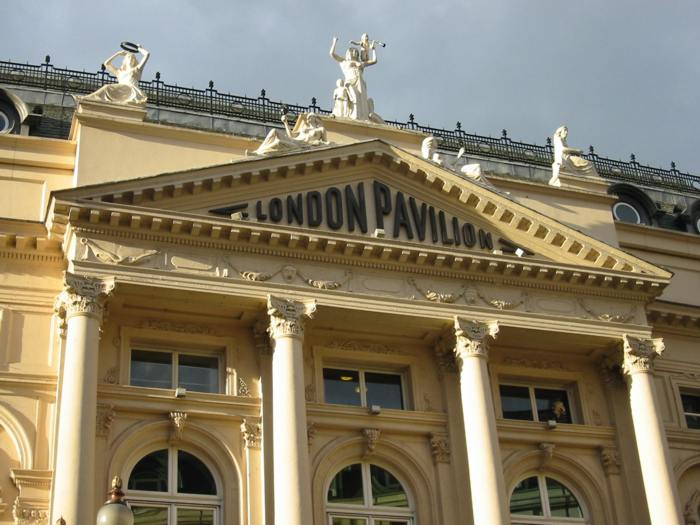
Fachada de London Pavilon en 2002.

En la cara noreste de Piccadilly Circus, en la esquina situada entre Shaftesbury Avenue y Coventry Street, se encuentra el London Pavilion. El primer edificio en llevar este nombre fue construido en 1859, y era un music hall. En 1885, Shaftesbury Avenue fue construida en donde se encontraba Pavilion. Un nuevo London Pavilion fue construido, el cual también era utilizado como un music hall. En 1923, se instalaron anuncios eléctricos en la fachada del edificio.
En 1934, el edificio experimentó una alteración estructural significativa y fue reconvertido en una sala de cine. En 1986, el edificio fue remodelado, preservando la fachada de 1885, y convertido en un lugar de compras. En 2000, el edificio se unió con el vecino Trocadero Centre, y la señal del edificio fue modificada en 2003 a "London Trocadero". El sótano del edificio conecta con la estación de metro de Piccadilly Circus.

## Tiendas importantes
La tienda más importante, anteriormente Tower Records, ahora adquirida por Virgin Megastore, se encuentra en Number 1 Piccadilly, en la cara oeste entre Regent Street y Piccadilly, directamente de cara a Piccadilly Circus. Hay una salida directa a la estación de metro en la planta del sótano. La tienda que le hace competencia, HMV, también tiene un acceso dentro del London Trocadero.
Lillywhites es la mayor tienda al pormenor de equipamiento deportivo localizada en la cara sur, cercana a la fuente de Shaftesbury. Fue movida a su lugar actual en 1925.

## Estación de metro y la Línea Piccadilly
Artículos principales: Piccadilly Circus tube station y Piccadilly Line

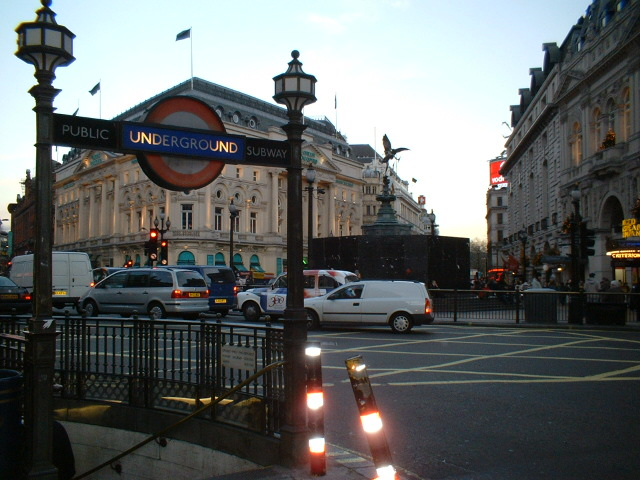
Entrada a la estación de Piccadilly Circus en 1 Piccadilly. Criterion Theatre se encuentra a la derecha.

La estación de metro de Piccadilly Circus del Metro de Londres se encuentra directamente bajo Piccadilly Circus en sí mismo, con entradas en cada esquina. Es una de las pocas estaciones que no tienen edificios asociados y es completamente subterránea. Es por sí mismo un edificio destacado de Grado II.
La estación se encuentra en la Piccadilly Line entre Green Park y Leicester Square, y la Bakerloo Line entre Charing Cross y Oxford Circus. 
Metronet, una de los tres operadores privados del Metro de Londres bajo un acuerdo mediante una sociedad concertada, invirtió unos 14 millones de libras en restaurar la estación de Picadilly Circus. Las obras comenzaron en marzo de 2005 y fueron completadas en la primavera de 2007. La mayoría de las mejoras planificadas incluyeron una nueva planta y finales de pared, un nuevo sistema CCTV, nuevos puntos de ayuda, un nuevo sistema público de dirección, nuevos paneles electrónicos de información, lugares de asiento mejorados, medidas de impermeabilización, mejoras para asistir a los discapacitados visuales y mejoras en la iluminación. Las escaleras mecánicas también fueron reemplazadas.

## Piccadilly Circus en la cultura popular
La frase "es como Piccadilly Circus" es comúnmente usada en el Reino Unido para referirse a un lugar o situación donde mucha gente se encuentra. Se ha dicho que una persona que permanezca lo suficiente en Piccadilly Circus se topará finalmente con toda la gente que conozca. En Estados Unidos, podría ser el equivalente a "es como Grand Central Station".
Piccadilly Circus es una canción de éxito de la cantante sueca Pernilla Wahlgren de 1985. La banda punk Stiff Little Fingers de Irlanda del Norte tiene una canción diferente del mismo nombre de su álbum de 1981 Go For It, una historia real acerca de un amigo suyo que migró de Londres para escapar de Los Problemas de Belfast únicamente para ser apuñalado por extranjeros en Piccadilly Circus. Un álbum recopilatorio lanzado en 1996 de la banda pop/rock británica Squeeze fue titulado Piccadilly Collection y mostraba una imagen de Piccadilly Circus en su portada.
La banda de rock progresivo Jethro Tull nombra "Picadilly Circus" en una canción de su conocido álbum Aqualung. La letra de la canción "Mother Goose" dice: "Was it really true there are elephants and lions too in Picadilly Circus?" ("¿Era verdad que hay elefantes y leones también en Piccadilly Circus?").
Piccadilly Circus (1912) es el nombre y sujeto de un cuadro del artista británico Charles Ginner, el cual forma parte de la colección Tate Britain. Página web de Tate Gallery en Piccadilly Circus
El fotógrafo Paul McCarthy también publicó una edición de dos volúmenes de 320 páginas de fotografías con el nombre de Piccadilly Circus. El libro contiene una documentación extensa acerca de las actuaciones libres de McCarthy y las instalaciones superiores.
La ficción interactiva de 1980, aventuras de texto, o videojuego Philosopher's Quest incluye una localización descrita como "una unión de varios pasajes. El área entera se asemeja a Piccadilly Circus."
Piccadilly Circus aparece en el circuito de Londres en Gran Turismo 5
Piccadilly Circus es, también, el nombre de un pub club ubicado en Toronto, Ontario, Canadá y de un "head-shop" en Buenos Aires, Argentina.
Es también el nombre de una banda japonesa.

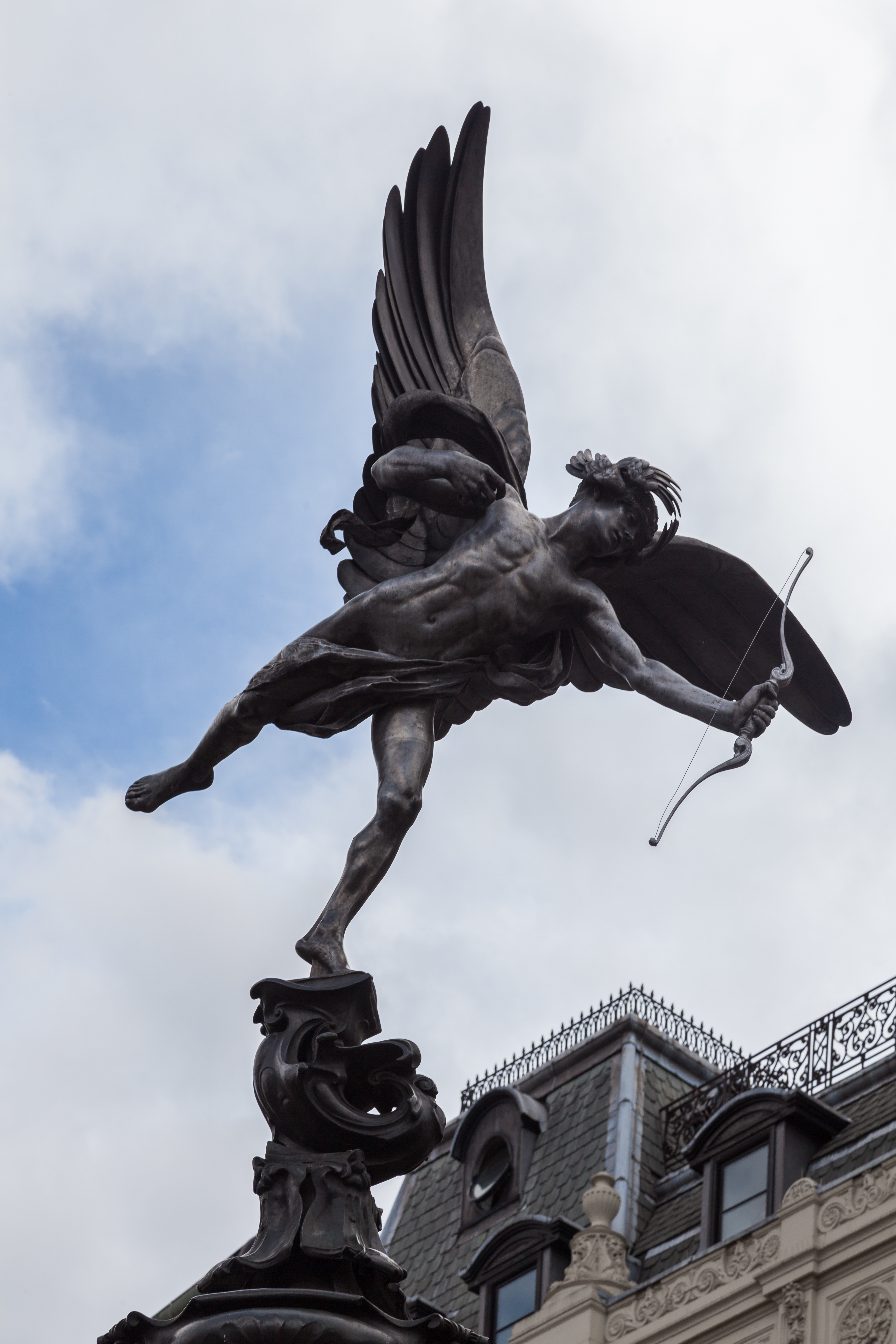
Estatua de Eros, The Wizarding World of Harry Potter, Universal Studios Florida.

La canción de Dire Straits "Wild West End" trata acerca de la zona cercana a Piccadilly.
La canción de Morrissey "Piccadilly Palare", del álbum Bona Drag, cuenta la vida de prostitutos empleando el uso de "palare" (deletreado alternativamente 'polari'), argot usado por esta subcultura y por hombres gay generalmente. Un último verso: "Around the centre of town/is where I belong/am I really doing wrong?"
("Alrededor del centro de la ciudad/es donde pertenezco/¿Me estoy equivocando realmente?").
La banda belga Hooverphonic también ha mencionado Piccadilly; esto en su canción "Club Montepulciano" del álbum Blue Wonder Power Milk (Epic, 1998).
En la canción de Bob Marley and the Wailers "Kinky Reggae" se menciona a Piccadilly Circus en un punto de la canción, haciendo referencia al período que pasó Marley en Londres exiliado de Jamaica.
En la escena de Harry Potter y las Reliquias de la Muerte, parte 1 cuando Harry, Hermione y Ron están escapando de los mortífagos que interrumpieron la boda de Bill, éstos se trasladan a esta parte de Westminster y buscan refugio.
En el video de Jamiroquai "Runaway", el cantante sale de la estación de Picadilly Circus vestido de astronauta.
Aparece como un mapa jugable en el videojuego  Call of Duty: Modern Warfare, además de aparecer en una de las misiones de la campaña del mismo videojuego.
Asimismo, uno de los capítulos de la serie animada La pantera rosa se titula "Pinkadilly Circus", en referencia a este lugar.
Una de las secciones fijas de la revista argentina Humor Registrado se titulaba "Picadillo Circo".
También se le conoce a una banda de culto punk rock uruguaya "Picadillo Circus" que salieron en la escena under uruguaya a mediados de los 2000.

### Artículos
- Hadley, P. Piccadilly Circus, Cómo fue construida una típica estación de metro de 1906 (en inglés), Underground News 412, abril de 1996.
- Jacob, S. Revisión: Piccadilly Circus, Icon Magazine, noviembre de 2003.

### Páginas web
- Horarios de la línea de Piccadilly Circus del Metro de Londres. Recuperado el 13 de diciembre de 2005
- Piccadilly Line Página principal de la línea de Piccadilly Circus en el Metro de Londres. Recuperado el 25 de febrero de 2005.